# Peter Obi
Peter Gregory Obi  (Onitsha, 19 de julio de 1961) es un empresario y político nigeriano que se desempeñó como gobernador de Anambra de marzo a noviembre de 2006, de febrero a mayo de 2007 y de junio de 2007 a marzo de 2014. 
Obi se postuló para gobernador en 2003, como miembro de la Congreso de Todos los Progresistas, pero su principal oponente fue ilegalmente declarado vencedor. Después de tres años de batallas legales, Obi fue declarado ganador en 2006 y asumió el cargo en marzo de 2006. Fue acusado en noviembre del mismo año, antes de que se anulara su acusación y regresó al cargo en febrero del año siguiente, 2007. Nuevamente, Obi fue destituido cuando las elecciones para gobernador del estado de Anambra de 2007; la elección se llevó a cabo de acuerdo con el calendario electoral normal de Nigeria de un intervalo electoral de cuatro años, que en este caso se remonta a su primera elección anulada anteriormente. Pero el poder judicial intervino nuevamente y dictaminó que se le debe permitir completar un período completo de cuatro años. En 2010, ganó la reelección para un segundo mandato. Los términos de Obi estuvieron marcados por mejoras en las finanzas estatales, la educación y la atención médica.
En mayo de 2022, se convirtió en el candidato del Partido Laborista a la presidencia de Nigeria en las elecciones presidenciales de 2023, después de desertar del Partido Democrático Popular. La campaña presidencial de Obi se describió como populista y se destacó por su apoyo entre muchos jóvenes nigerianos. Aunque finalmente quedó en tercer lugar.

## Temprana edad y educación
Peter Obi nació el 19 de julio de 1961 en Onitsha, estado de Anambra. Asistió a Colegio Cristo Rey de Onitsha, donde completó su educación secundaria. Fue admitido en la Universidad de Nigeria, en 1980, se graduó con un BA (Hons) en filosofía en 1984.
Peter Obi asistió a la Escuela de Negocios de Lagos, donde completó el Programa de Director Ejecutivo, la Escuela de Negocios de Harvard, donde completó dos programas principales, la Escuela de Economía de Londres, la Escuela de Negocios de Columbia, y el Instituto Internacional para el Desarrollo de la Gestión donde recibió certificados en el Programa Ejecutivo Senior y el Programa de Director Ejecutivo. También asistió a la Escuela de Administración Kellogg de la Universidad Northwestern, la Escuela de Negocios Saïd de la Universidad de Oxford y la Escuela de Negocios Judge de la Universidad de Cambridge.

## Carrera política

### Primer periodo
Peter Obi participó en las elecciones para gobernador del estado de Anambra como candidato del partido Gran Alianza de Todos los Progresistas (APGA) en 2003, pero su oponente, Chris Ngige del Partido Democrático Popular, fue declarado ganador por la Comisión Electoral Nacional Independiente (INEC).
Después de casi tres años de litigio, la victoria de Ngige fue anulada por el Tribunal de Apelación el 15 de marzo de 2006. Obi asumió el cargo el 17 de marzo de 2006. El 2 de noviembre de 2006, fue acusado por la cámara de la asamblea estatal después de siete meses en el cargo y fue reemplazado al día siguiente por Virginia Etiaba, su adjunta, convirtiéndola en la primera mujer gobernadora en la historia de Nigeria. Obi impugnó con éxito su acusación y fue reinstalado como gobernador el 9 de febrero de 2007 por el Tribunal de Apelación con sede en Enugu. Etiaba le devolvió el poder tras el fallo judicial.
Peter Obi volvió a dejar el cargo el 29 de mayo de 2007 tras las Elecciones Generales, en las que Andy Uba fue declarado vencedor por el órgano electoral. Obi volvió a los tribunales una vez más, esta vez afirmando que el mandato de cuatro años que había ganado en las elecciones de 2003 solo comenzó a correr cuando asumió el cargo en marzo de 2006. El 14 de junio de 2007, la Corte Suprema de Nigeria confirmó la afirmación de Obi y le devolvió el cargo. Esto puso fin abruptamente al mandato del sucesor de Obi, Andy Uba, cuya elección del 14 de abril de 2007 la Corte Suprema anuló con el argumento de que el mandato de cuatro años de Obi debería haber permanecido inalterado hasta marzo de 2010.

### Segundo período
El 7 de febrero de 2010, la Comisión Electoral Nacional Independiente (INEC) declaró a Peter Obi ganador de las elecciones para gobernador del estado de Anambra de 2010, donde derrotó al profesor Charles Chukwuma Soludo, exgobernador de CBN. Esta victoria electoral le dio al gobernador Obi cuatro años más como gobernador del estado de Anambra.
El 17 de marzo de 2014, Peter Obi cumplió su segundo mandato y entregó el cargo de gobernador a Willie Obiano. Después de dejar el cargo en 2014, Obi ganó un nuevo estatus como defensor del buen gobierno y figura política nacional después de mudarse al Partido Democrático Popular en 2014.
Después de las elecciones generales de 2015, el presidente Goodluck Jonathan nombró a Peter Obi como presidente de la Comisión de Bolsa y Valores de Nigeria (SEC).

### Elecciones presidenciales de 2019
El 12 de octubre de 2018, Peter Obi fue nombrado compañero de fórmula de Atiku Abubakar, el candidato presidencial del Partido Democrático Popular en las elecciones presidenciales de 2019. Como candidato a vicepresidente, Obi se opuso a las propuestas de un salario mínimo nacional estandarizado, argumentando que los diferentes estados deberían tener salarios mínimos diferentes. El ticket Abubakar/Obi quedó en segundo lugar.

## Candidatura presidencial de 2023
El 24 de marzo de 2022, Peter Obi declaró su intención de postularse para el cargo de presidente de Nigeria bajo la plataforma del Partido Democrático Popular, pero luego se retiró y anunció que se postularía bajo la plataforma del Partido Laborista. Según Peoples Gazette, Peter Obi escribió a los líderes del Partido Democrático Popular el 24 de mayo para renunciar a su membresía. Según los informes, Obi se quejó del soborno masivo de delegados y la compra de votos en las primarias presidenciales del partido, citando la existencia de una camarilla del partido que colaboraba en su contra.
Los antecedentes comerciales de Obi y su condición de candidato importante no afiliado a ninguno de los dos partidos principales de Nigeria han generado comparaciones con la exitosa candidatura presidencial francesa de Emmanuel Macron en 2017. Obi ha expresado su admiración por Macron y estuvo entre los funcionarios que lo recibieron durante su visita a Lagos.

## Vida personal
Peter Obi se casó con Margaret Brownson Obi (de soltera Usen) en 1992. Tienen dos hijos juntos, un hombre y una mujer llamados Oseloka y Gabriella respectivamente. Obi es católico de ascendencia igbo.